# Krzysztof Goryczko
Krzysztof Roland Goryczko (zm. 24 grudnia 2020) – polski ichtiolog i specjalista rybactwa śródlądowego, prof. dr hab. inż.

## Życiorys
Obronił pracę doktorską, następnie uzyskał stopień doktora habilitowanego. 20 czerwca 1994 nadano mu tytuł profesora w zakresie nauk rolniczych. Został zatrudniony na stanowisku profesora w Katedrze Biologii i Hodowli Ryb na Wydziale Ochrony Środowiska i Rybactwa Uniwersytetu Warmińsko-Mazurskiego w Olsztynie, oraz w Instytucie Rybactwa Śródlądowego im. Stanisława Sakowicza.
Zmarł 24 grudnia 2020.

## Odznaczenia
- Krzyż Kawalerski Orderu Odrodzenia Polski (2001)[3]